# Ascaric
Ascaric o Ascari, també anomenat Fascari i Astarig, va ser un religiós hispanovisigot, bisbe de Palència consagrat vers l'any 650 i mort en una data desconeguda.
Va ser consagrat bisbe en temps del rei Recesvint, probablement vers el 650, car en les actes conciliars signa entre els darrers bisbes consagrats, abans de Tai de Saragossa, consagrat el 651. Hi ha consens entre els historiadors de la seu de Palència en afirmar que no va ser l'immediat successor de Conanci, tret del cronista González Dávila, doncs Ascari només apareix documentat al VIII Concili de Toledo (653), a l'anterior VII Concili (646) no hi ha presència d'un bisbe d'aquesta seu, ni tan sols d'un vicari, el que suposaria que en aquell moment la seu hauria estat vacant. Enrique Flórez ho exposa de la forma següent: a la mort de Conanci vers el 639, un bisbe successor hauria començat el seu pontificat, però hauria mort abans de la celebració del VII Concili de Toledo, per aquesta raó el bisbat era vacant, sense algú que el dirigís i, per tant, per enviar un vicari al concili. A més, en les llistes de signatures de les actes conciliars, en cas d'haver estat consagrat abans hauria d'haver aparegut entre els primers signants, com una mostra de notable antiguitat però, ans al contrari, és dels darrers. A més, tampoc és factible el fet que la seu es mantingués vacant des de la mort de Conanci, car en un moment de pau establerta al regne visigot, no hi havia raó per mantenir aquest tipus de situació a les diòcesis.

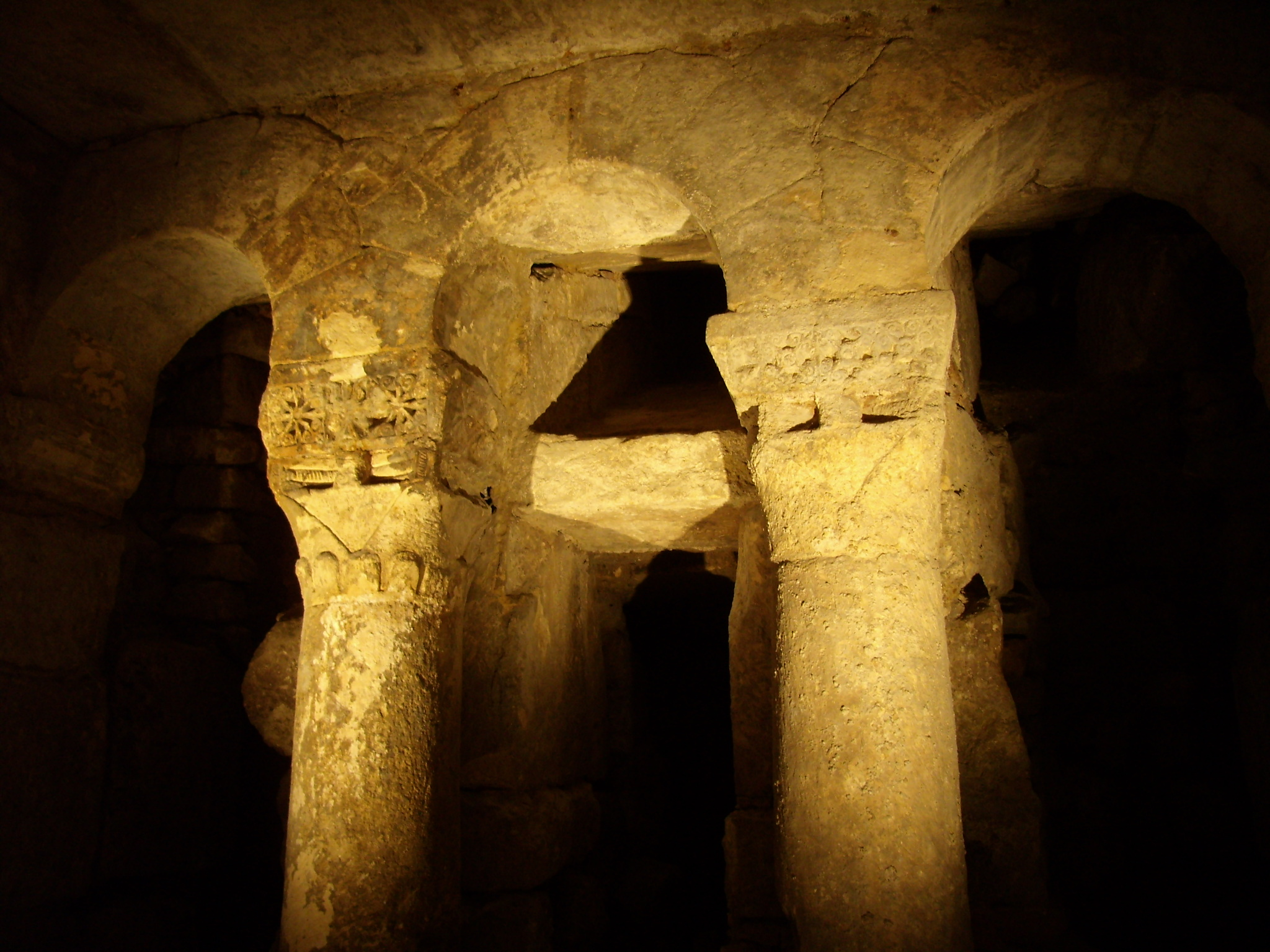
Restes de la cripta visigoda de Sant Antolí de la catedral de Palència, relacionada amb el bisbe Ascaric.

Es desconeix en quin moment concret va morir aquest bisbe, ja que només se'n té notícia en l'esmentat concili de Toledo. No obstant això, es diu que en temps d'aquest bisbe, Vamba (rei entre el 672-680) va portar probablement les relíquies del sant patró de Palència, Antolí, des de la Gàl·lia Narbonesa, de fet, durant el seu pontificat es devia edificar la cripta d'aquest sant.